# Asəf Zeynallı

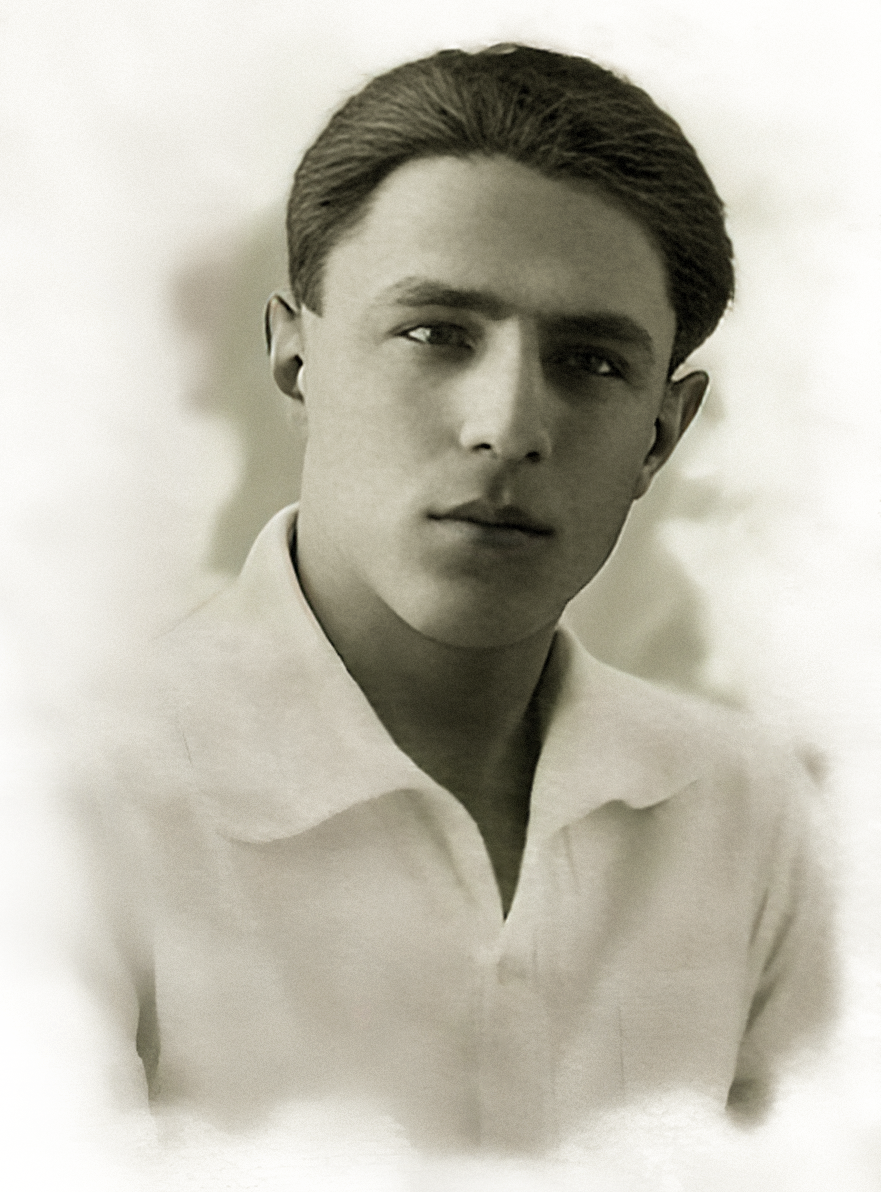
Asəf Zeynallı

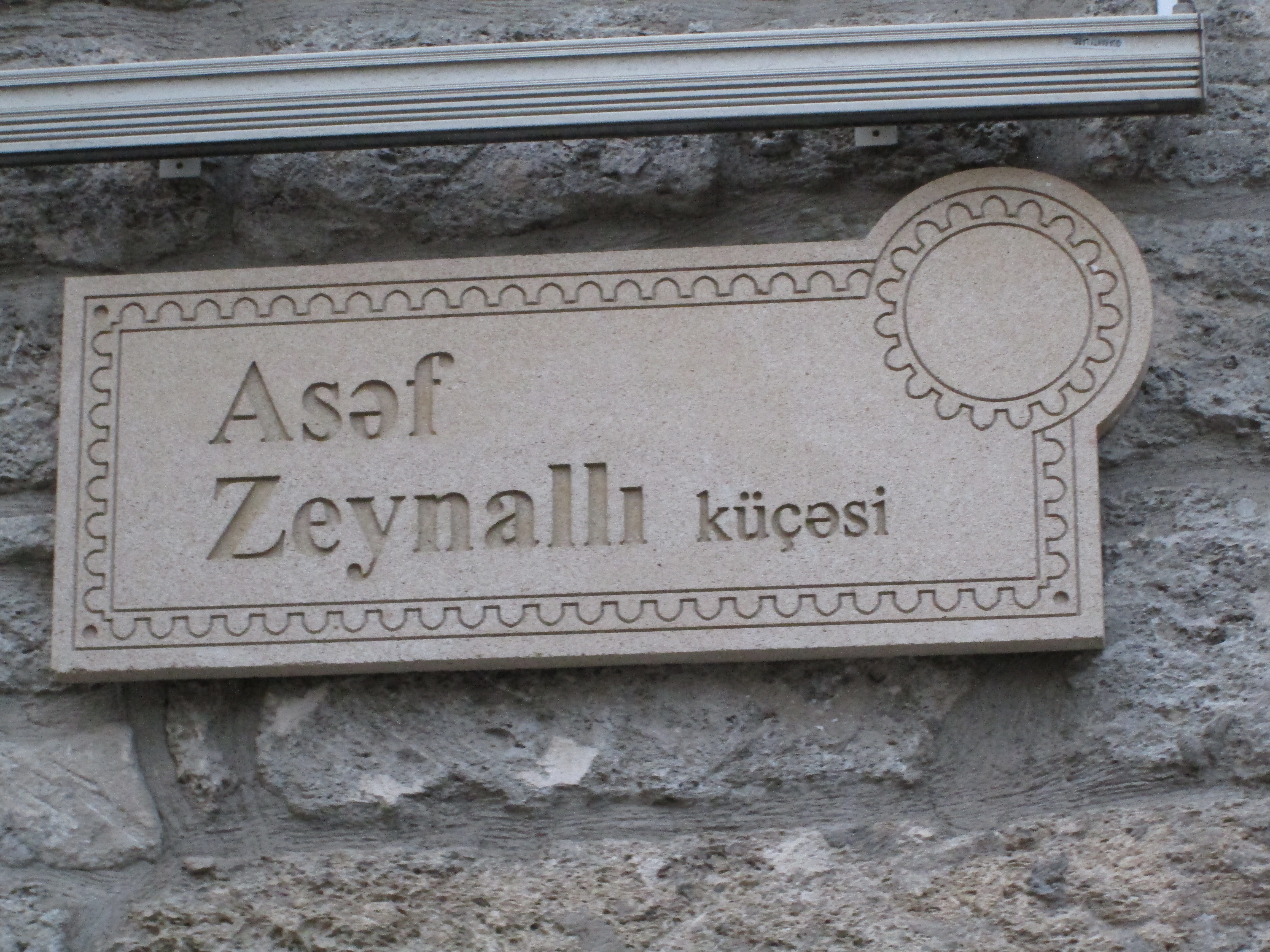
Gedenktafel

Asəf Zeynalabdin oğlu Zeynallı (auch Asəf Zeynallı, russisch Асаф Зейналабдин оглы Зейналлы; * 5. April 1909 in Derbent, Russisches Kaiserreich; † 27. Dezember 1932) war ein aserbaidschanischer Komponist und Musikpädagoge.

## Leben
Asəf Zeynallıs Vater war Gärtner und starb, als Asəf ein Jahr alt war. So war seine Mutter für seine Erziehung verantwortlich. Mit sieben Jahren schickte sie ihn in eine Schule in Derbent. Er begann im Kinderchor zu singen und Klarinette zu erlernen. Mit der Zeit half er dem örtlichen Orchester bei sommerlichen Konzerten im Stadtpark als Klarinettist aus. 1920 zog er mit seiner Familie nach Baku. Zunächst erlernte er im Blasorchester einer Militärschule Trompete zu spielen. Von 1922 bis 1926 studierte er Klavier, Violoncello und Trompete am Bakı Musiqi Texnikum. 1926 wurde er ins Staatliche Konservatorium Aserbaidschans in Baku aufgenommen. Zunächst in der Fakultät für Orchester, studierte er später an der Fakultät für Komposition. Asəf Zeynallı war der erste aserbaidschanische Komponist, der einen professionelle Ausbildung als Komponist an dieser Institution absolvierte. Zu seinen Lehrern zählte Üzeyir Hacıbəyov. Dieser spielte für Zeynallı und weckte in ihm die Begeisterung für die aserbaidschanische Volksmusik. Ein weiterer Lehrer war Boris Wassiljewitsch Karagitschew  (1879–1946).  Ab 1928 unterrichtete er Musiktheorie an der Musikschule des Aserbaidschanischen Staatskonservatoriums. Zeynallı reiste in die entlegensten Winkel Aserbaidschans um Volkslieder zu sammeln. Am Konservatorium gründete er einen Verein für westeuropäische und russische klassische Musik. Er war am türkischen Arbeitertheater und an der Musikschule des Konservatoriums tätig. Hier unterrichtete er Qara Qarayev, Tofiq Quliyev und Cövdət Hacıyev. Zusammen mit Səid Rüstəmov, Əşrəf Həsənov (1909–1983) und Fuad Əfəndiyev (1909–1963) verfasste er das Lehrbuch İbtidai not savadı [Primäre Schreibkompetenz]. 1931 veranstaltete er in Leningrad und Moskau Konzerte mit aserbaidschanischer Musik und informierte während der Konzerte darüber. Er nahm vor seinem Tod noch an einer Expedition nach Karabakh teil, um dort verbreitete Volkslieder zu sammeln. In Şuşa traf er den aserbaidschanischen Volkssänger Khan Shushinski (1901–1979). Auf dem Rückweg der Expedition erkrankte er schwer und starb am 27. Dezember 1932.

## Werke (Auswahl)
Er schrieb die ersten Romanzen in aserbaidschanischer Sprache, kleine Stücke für Violine und Klavier und die ersten sinfonischen Werke der aserbaidschanischen Musik. Durch seine genauen Kenntnisse der europäischen Musik verband er diese mit der aserbaidschanischen und schuf neue Werke in einem eigenen Stil. Die Romanzen Ölkəm, Sərhədçi, Sual, Çadra, Seyran sind heute noch in Aserbaidschan beliebt. Seine Orchestersuite Fraqmentlər [Fragmente]  gilt als das erste sinfonische Werk der aserbaidschanischen Musik. Sein früher Tod verhinderte die Vollendung einer Baku-Sinfonie.

### Vokalwerke
- Çadra
- Ölkəm, Romanze
- Seyran, Romanze
- Sərhədçilər, Romanze
- Sual, Romanze
- Şikəstə für Chor und Orchester

### Instrumentalwerke
- Bakı, Sinfonie (unvollendet)
- Çahargah
- Durna für Klavier
- Fraqmentlər für großes Sinfonieorchester
- Qoyunlar für Violoncello
- Muğamsayağı für Violine und Klavier

- Truba üçün pyes
- Uşaq süitası

## Gedenken
Nach Asəf Zeynallı wurden in Baku eine Straße und das Musikkolleg des Aserbaidschanischen Nationalkonservatoriums benannt. Zu seinem einhundertsten Geburtstag 2009 fanden in vielen Städten Aserbaidschans und in seiner Geburtsstadt Derbent Gedenkveranstaltungen statt, so auch am obig genannten Musikkolleg.